# 印度奄列
印度奄列（英語：Indian omelette），又名瑪莎拉奄列（Masala omelette），是南印度風味的奄列，主要成份包括雞蛋、香草、番茄和因地區而異的各種香料。
奄列上面有時會配上芝士，餡料方面亦可加入以咖喱調味的雞肉或蝦仁。有食評家形容此菜色為「一個極好的宵夜菜色」。